# Isla Badiyah
Isla Badiyah (también escrito Jazirat Badiyah; puesto que Jazirat significa Isla) es el nombre que recibe una isla ubicada en el Golfo de Omán en la costa este de los Emiratos Árabes Unidos. Administrativamente hace parte del Emirato de Fuyaira, en las coordenadas geográficas 25°25′42″N 56°22′08″E / 25.42833, 56.36889